# دوروثي رود مور
دوروثي رود مور (بالإنجليزية: Dorothy Rudd Moore)‏ هي ملحنة وعازفة بيانو ومغنية أمريكية، ولدت في 4 يونيو 1940.

## وصلات خارجية
- الموقع الرسمي
- دوروثي رود مور على موقع ميوزك برينز (الإنجليزية)
- دوروثي رود مور على موقع ديسكوغز (الإنجليزية)